# Arawa variegata
Arawa variegata är en insektsart som beskrevs av Knight 1975. Arawa variegata ingår i släktet Arawa och familjen dvärgstritar. Inga underarter finns listade i Catalogue of Life.